# Europelta carbonensis
L'europelta (Europelta carbonensis) è un dinosauro erbivoro estinto, appartenente agli anchilosauri. Visse nel Cretaceo inferiore (Albiano, circa 110 milioni di anni fa) e i suoi resti fossili sono stati ritrovati in Spagna. È l'anchilosauro più completo noto in Europa.

## Descrizione
Questo animale era di medie dimensioni se rapportato ad altri animali simili (nodosauridi), e la lunghezza complessiva doveva aggirarsi intorno ai 4,5 metri. Possedeva un corpo a forma di botte, ricoperto da una corazza costituita da osteodermi, e quattro arti robusti e forti. Rispetto ad altri animali simili, Europelta presentava alcune caratteristiche distintive: l'osso quadrato era più corto e più ampio in senso mediolaterale rispetto agli altri anchilosauri. Il margine posteriore del cranio era concavo in vista dorsale. L'osso sacro di Europelta, in vista laterale, era arcuato dorsalmente e descriveva un arco di circa 55°. 

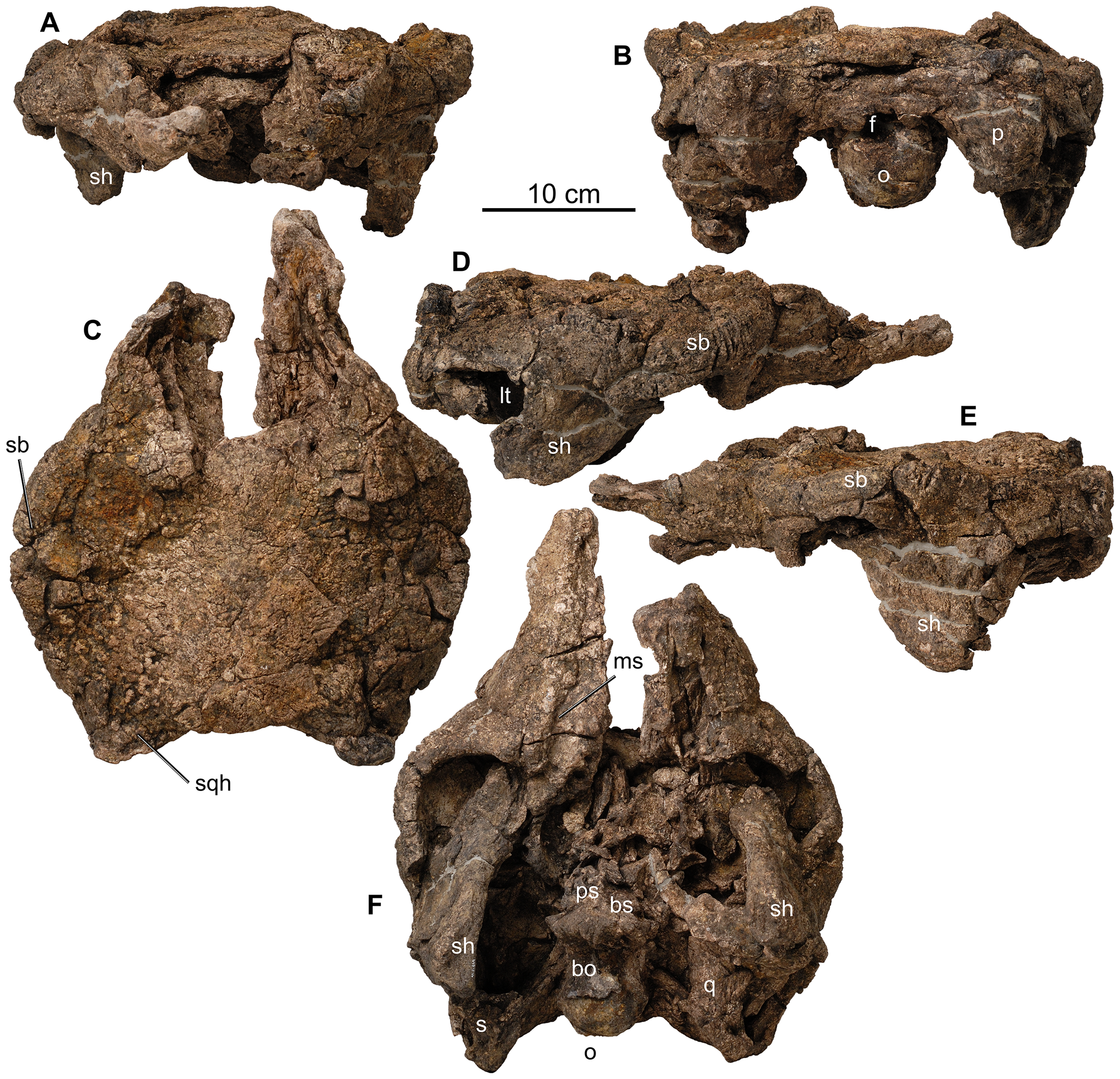
Cranio dell'olotipo di Europelta

Il pube era completamente fuso all'ischio e formava un ischiopube, ma creava un forame di forma insolita tra il processo post-pubico e la posizione del peduncolo pubico. Il rapporto di lunghezza tra tibia e femore (0.9) era il più grande fra tutti gli anchilosauri noti. Europelta, inoltre, possedeva osteodermi di forma unica collocati anteriormente negli angoli esterni dello scudo pelvico, dotati di flange con la carena compressa lateralmente e una base piatta e larga.

## Scoperta
I fossili di questo animale sono stati ritrovati negli strati della fine del Cretaceo inferiore (Albiano inferiore) della formazione Escucha inferiore, nella provincia di Teruel (Spagna nordorientale), e comprendono due scheletri parziali.
Europelta venne descritto per la prima volta nel 2013; il nome generico combina una contrazione di Europa (poiché è il più completo anchilosauro noto in questo continente) e la parola greca πέλτα (pelta), ovvero "scudo", un suffisso comune nei nomi degli anchilosauri. L'epiteto specifico significa "dal carbone", in onore dell'aiuto offerto dalla Sociedad Anónima Minera Catalano-Aragonesa (SAMCA Group) per accedere alla località dove sono stati ritrovati i fossili di Europelta, nella miniera di carbone all'aperto Santa María.
Scoperti nel 2011, i fossili sono stati rinvenuti a est di Ariño nella comunità di Aragón, in un deposito ricco di materia vegetale; il dinosauro più abbondante in questo giacimento è l'iguanodonte Proa valdearinnoensis. Olotipo e paratipo di Europelta sono stati ritrovati a 200 metri l'uno dall'altro. 

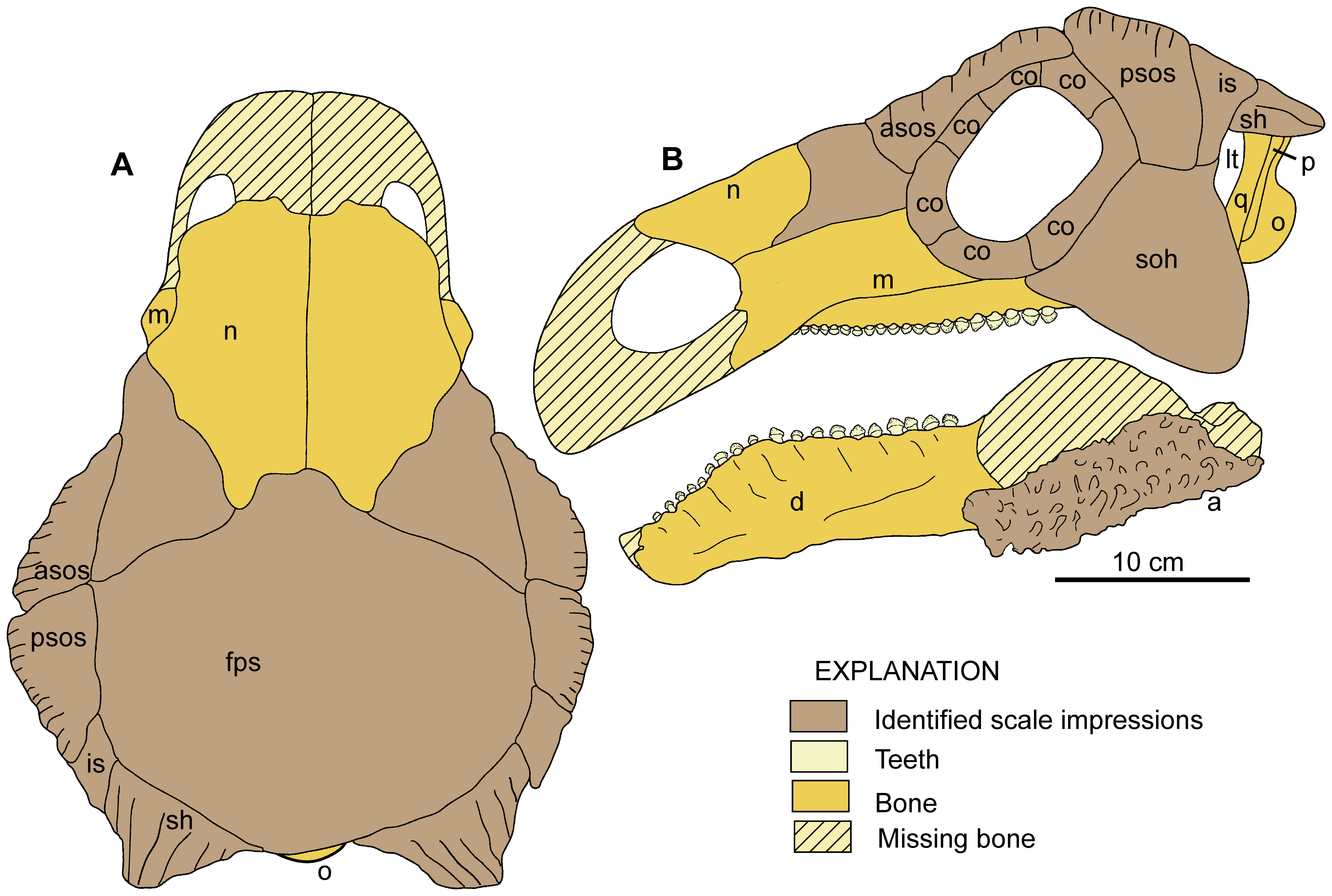
Ricostruzione del cranio di Europelta

L'olotipo, AR-1/10, rappresenta uno scheletro parziale e disarticolato, comprendente un cranio quasi completo, le ossa nasali isolate destra e sinistra, un frammento di dentale, 15 denti isolati, un atlante, cinque vertebre cervicali, due costole cervicali, otto vertebre dorsali, una sezione di sinsacro, tre costole dorsali isolate, sette frammenti di costole, tre vertebre caudali, quattro chevron, un coracoide con parte della scapola, due piastre xifosternali, omeri parziali, ilio, ischio e pube destri, ischio e pube sinistri, e 70 osteodermi. Il secondo scheletro parziale (AR-1/31) è stato designato come paratipo, e comprende una mascella sinistra parziale, dieci denti, numerose vertebre dalle cervicali alle caudali, un ilio destro completo, un sacro, entrambi gli ischi fusi ai pubi, frammenti dell'ilio sinistro, femore, tibia, fibula, un calcagno, quattro metatarsi, otto falangi, nove unguali e 90 osteodermi. 

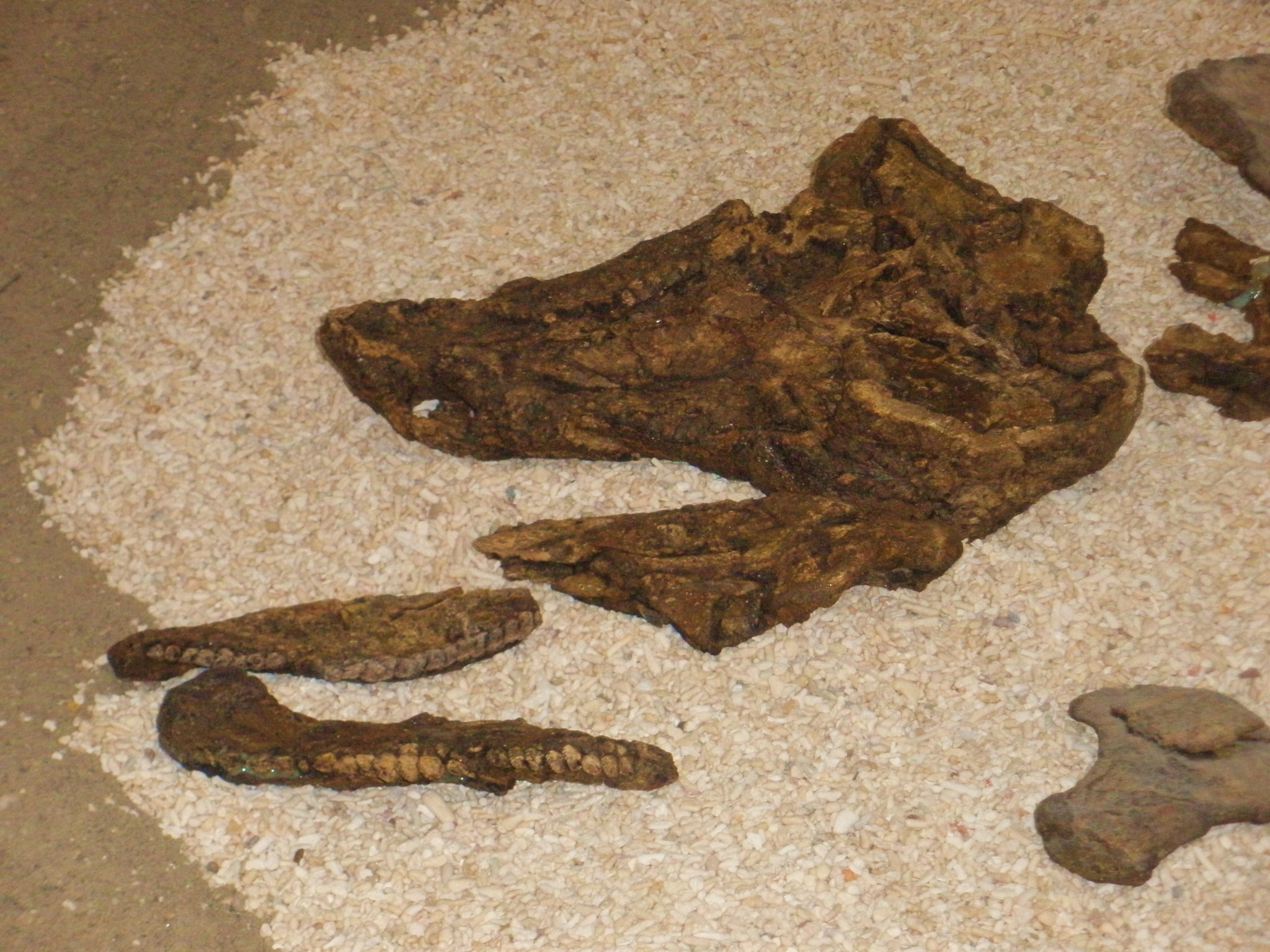
Cranio di Europelta

## Classificazione
Un'analisi filogenetica effettuata nello studio del 2013 indica che Europelta era un rappresentante primitivo dei nodosauridi, il gruppo di anchilosauri caratterizzati da una coda sprovvista di mazza caudale. Lo studio ha inoltre istituito il clade Struthiosaurinae, nel quale sono raggruppati altri nodosauridi europei successivi (Struthiosaurus, Anoplosaurus). Europelta, oltre a essere il più antico struziosaurino noto, potrebbe essere anche il più antico nodosauro propriamente detto (Kirkland et al., 2013).